# Schafik Allam
Schafik Allam (né le 9 décembre 1928 à Benha, Égypte ; mort le 13 novembre 2021 à Tübingen) est un égyptologue égypto-allemand.

## Biographie
Allam étudie l'histoire à l'université du Caire, puis l'égyptologie, et obtient son diplôme de maîtrise en 1952. Il est ensuite assistant à l'université de cette ville pendant deux ans. Il se rend ensuite à Göttingen où il obtient son doctorat en 1960 avec une thèse intitulée Beiträge zum Hathorkult (bis zum Ende des Mittleren Reiches). Par la suite, il étudie également le droit. Il part ensuite à Tübingen en 1961, où il occupe le poste d'assistant à l'Institut d'égyptologie. Après un séjour d'études à Oxford (1963-1964), il obtient son habilitation en 1968 à Tübingen avec les travaux Ostraca et papyrus hiératiques de l'époque ramesside et Le droit procédural dans la cité ouvrière de l'Égypte ancienne de Deir el-Medineh. Pour poursuivre ses recherches, il séjourne à Paris de 1969 à 1971, où il enseigne aussi en tant que maître de conférences à la Sorbonne. En 1974, il est nommé professeur d'égyptologie à Tübingen.
Ses recherches se concentrent sur les textes non littéraires, notamment l'histoire du droit et de l'administration égyptienne. En 2010, il crée la Fondation pour l'égyptologie, dont l'objectif est de promouvoir la recherche sur l'histoire du droit égyptien.
En 2011, un ouvrage commémoratif rend hommage à ses réalisations.

## Publications
- Beiträge zum Hathorkult (bis zum Ende des Mittleren Reiches), (= Münchner Ägyptologische Studien. 4). Hessling, Berlin, 1963.
- Hieratische Ostraka und Papyri aus der Ramessidenzeit. 2 Bände (Textbd.; Tafelbd.), (= Urkunden zum Rechtsleben im Alten Ägypten. 1, ZDB-ID 186814-7), auto-édition, Tübingen, 1973.
- Das Verfahrensrecht in der altägyptischen Arbeitersiedlung von Deir el-Medineh, (= Untersuchungen zum Rechtsleben im Alten Ägypten. 1, ZDB-ID 190782-7), auto-édition, Tübingen, 1973.
- Quelques pages de la vie quotidienne en Égypte ancienne, Prisme, Guizeh, 1983, (édition anglaise 1985).
- The treaty of peace and alliance between Ramses II and Khattushili III, king of the Hittites, Dar El-Hila, Le Caire, 2018,  (ISBN 978-977-07-1866-7).
- Hieratischer Papyrus Bulaq 18, 2 volumes, Tübingen, 2019, auto-édition de l'éditeur.